# Modepromenade Overblaak

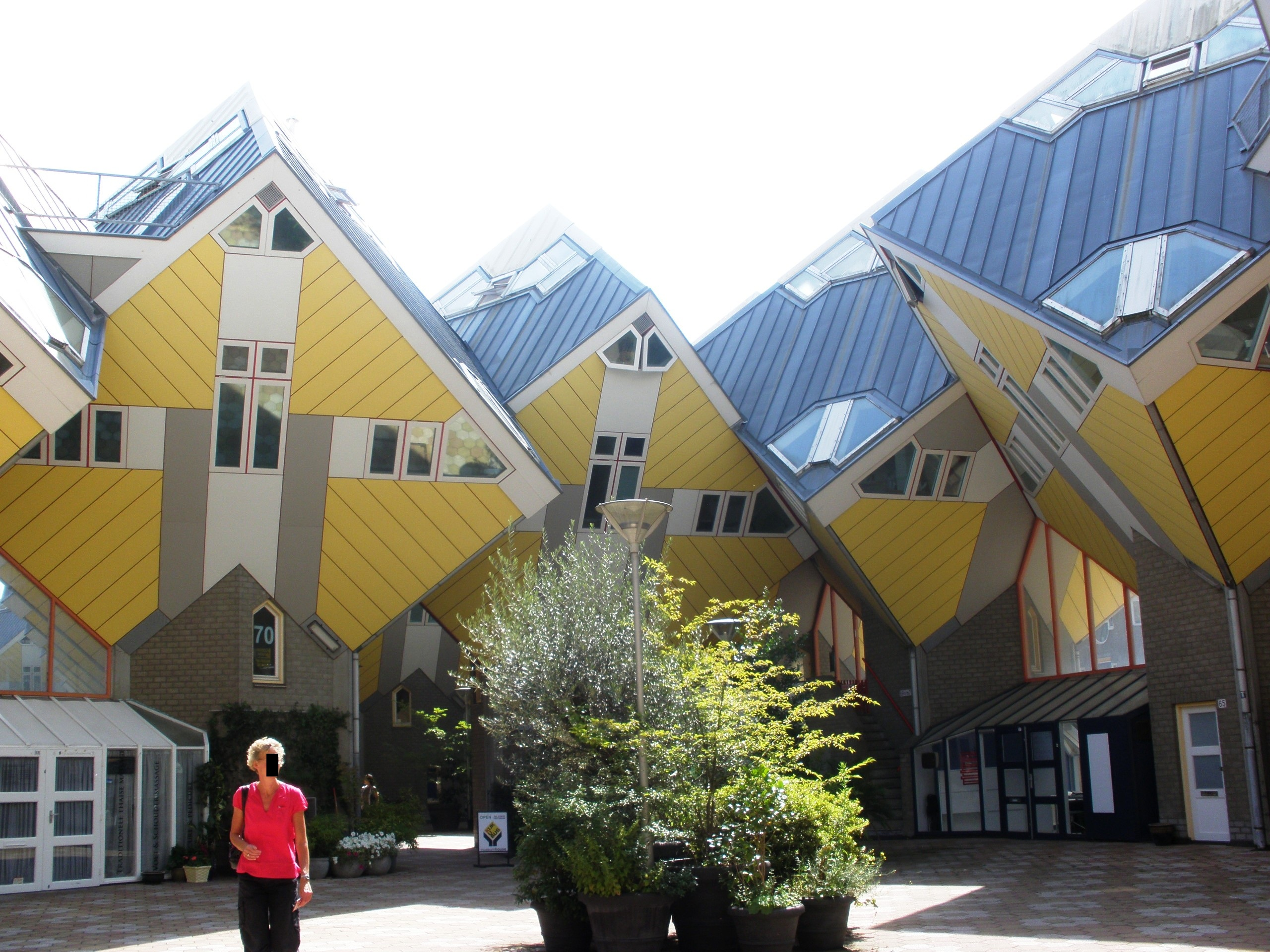
Blaaksebos te Rotterdam

Modepromenade Overblaak was van 1986 tot 1992 een concentratie van bedrijvigheid op het gebied van mode en vormgeving onder het Blaakse Bos aan de Overblaak te Rotterdam.

## Oude Havengebied
In 1985 werd het Oude Havengebied bij de Blaak aan de voet van het Witte Huis, Europa’s eerste wolkenkrabber, op een architectonisch bijzondere manier herbouwd. Architect Piet Blom ontwierp een conglomeraat van woningen, bedrijfsruimten, horeca-etablissementen, een loopbrug met kubuswoningen en de Blaaktoren bijgenaamd, het Potlood. Het gehele gebied rond de Oude Haven werd grootschalig herontwikkeld als woon- en leefgebied met een concentratie van horecazaken zoals aan de Spaansekade. De haven kwam beschikbaar voor de historische binnenschepen van het Openlucht Binnenvaartmuseum. Ook een historische scheepswerf maakt deel uit van het gebied.
De bedrijfsruimten onder de kubuswoningen en in de over de Blaak gebouwde loopbrug bleken, in tegenstelling tot de kubuswoningen en de oude panden aan de haven, niet goed commercieel te exploiteren. Daarom werd er een naar bijzondere invulling gezocht. Vanuit het Gemeentelijk Grondbedrijf Rotterdam kwam in oktober 1985 het idee de niet benutte ruimten een bestemming te geven rond de thema's mode en vormgeving. Dit vond weerklank bij andere instanties en het gemeentebestuur. Ook de verhuurder kon worden overgehaald. 

## Geschiedenis
Er in Rotterdam tot dan toe nauwelijks een traditie was van vrijgevestigde ontwerpers. Er waren slechts enkele ontwerpers in Rotterdam als Cargelli, de werknaam van Carl Gellings die een couturesalon had aan de Claes de Vrieslaan en Henk Wiggers die een kleine boetiek dreef onder de toenmalige Rotterdamse Schouwburg. Zij hadden een beperkte lokale bekendheid en telden nationaal niet mee.
Vanaf eind zestiger jaren hadden Puck en Hans kleding van eigen ontwerp aangevuld met exclusieve merkkleding in hun boetiek aan de Van Oldenbarneveltstraat. In de eerste helft van de tachtiger jaren kwam daar de Charley boetiek aan de Meent bij met kleding en accessoires van ontwerpers zoals van Alison Beauchamp, Ell=Bell en Gerwin Smit. In de tweede helft van de tachtiger jaren kwam Modepromenade Overblaak tot stand. 

## Modepromenade Overblaak

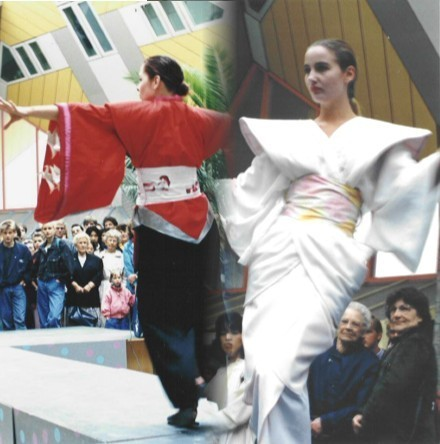
Modeshow op de Overblaak, Japans Festival 1988 Oude Haven Rotterdam

De Overblaak werd ingevuld door zelfstandige vormgevers, ontwerpers van mode en aanverwante zaken op vormgevingsgebied zoals sieraden, meubelstoffen en dergelijke, aangevuld met verkoop via groothandel. Het idee was dat de aanwezige creatieve ondernemers een collectief zouden vormen dat het gebied tot leven zou laten komen. Ook was aan de modeopleiding van de academie voor beeldende kunst aan de Blaak een ruimte toebedeeld was.
Op 2 mei 1986 waren alle bedrijfsunits verhuurd en werd de Modepromenade Overblaak officieel geopend. Op de feestelijke opening waarbij veel mode van de nieuwe ondernemers te zien was, kwamen enkele duizenden belangstellenden af. Omdat de Overblaak een reputatie had als moeilijk te exploiteren gebied, konden de ondernemers van de promenade rekenen op steun van het Gemeentelijk Grondbedrijf, later het Projectbureau Waterstad. De gemeente schoot meermaals te hulp met (aanvullende) financiering van festiviteiten. 
In het begin van de negentiger jaren werden er in de stad meer ondernemers actief die werk van modeontwerpers verkochten. Ter promotie van het gebied en de Modepromenade in het bijzonder, werden er de eerste jaren na het oprichtingsjaar 1986 een groot aantal evenementen en festivals georganiseerd. 
Vanaf 1990 ging het slechte met de promenade. De grote doorbraak voor de Modepromenade Overblaak was uitgebleven en er was geen animo meer om gezamenlijk activiteiten te organiseren en te ondernemen en ontwerpers ontplooiden individueel activiteiten. Wel bleek de Modepromenade te werken als een soort kweekbak. Een redelijk groot gedeelte van de ondernemers zette de activiteiten elders voort.